# Węgiel (film)
Węgiel (hindi: कोयला / Koyla) – indyjski dramat miłosny, musical i jednocześnie film akcji z 1997 roku w reżyserii Rakesha Roshana. W rolach głównych wystąpili Shah Rukh Khan, Madhuri Dixit i Amrish Puri. Zdjęcia kręcono w stanach Arunachal Pradesh i Telangana (Hajdarabad). Tematem filmu jest miłość i zemsta za krzywdę.

## Opis fabuły
Niemy Shankar (Shah Rukh Khan) od dziecka wzrastał w domu potężnego Raja (Amrish Puri) jako jego wierny sługa. Jego pan, właściciel kopalni prezentuje się swoim robotnikom jako ich opiekun, wyzyskuje ich jednak brutalnie. Uważa, że wszystko mu się w życiu należy. Z równą bezwzględnością sięga po cudze pieniądze, jak i po młodą dziewczynę, której pragnie. Pozyskuje Gauri (Madhuri Dixit) zgodę na małżeństwo okłamując ją. Dziewczyna dopiero w dniu ślubu dowiaduje się, że jej przyszłym mężem zostaje budzący w niej wstręt dużo od niej starszy Raja, a nie młody Shankar, którego zdjęcie przedstawiono jej jako zdjęcie oblubieńca. Uwięzionej w domu niechcianego męża nie może pomóc nawet jej brat. Zostaje zabity przez Raję. W ucieczce pomaga dziewczynie zakochany Shankar. To jego pierwszy bunt wobec Raji, któremu dotychczas był ślepo posłuszny. Uzbrojony Raja ze swoimi ludźmi rusza w pogoń, przeczesują pobliską dżunglę w poszukiwaniu młodych.

## Obsada
- Shahrukh Khan – Shankar
- Madhuri Dixit – Gauri
- Amrish Puri – Raja Saab
- Salim Ghouse – Brijwa
- Ashok Saraf – Vedji
- Mohnish Behl – Ashok
- Depshika – Bindya
- Johnny Lever – przyjaciel Shankara
- Himani Shivpuri – właścicielka "domu publicznego"

## Piosenki
1. "Tanhai Tanhai" – Udit Narayan
2. "Ghunte Me Chanda Hai"
3. "Dekha Tajhe To"
4. "Ghoontay Mein"
5. "Saason Ki Mala"
6. "Bhang Ke"
7. "Badan Juda Hote Hain"

## Nominacja do nagrody Filmfare
- dla Amrisha Puriego za najlepszą rolę negatywną (wygrała Kajol w filmie Gupt)